# Девкалион (сын Миноса)
Девкалио́н (др.-греч. Δευκαλίων) — персонаж древнегреческой мифологии. Старший сын кносского ванакта Миноса и Пасифаи, критский царь, упомянут уже в «Илиаде».
Участник Калидонской охоты. У Гигина именуется участником похода аргонавтов, однако, видимо, спутан с тёзкой (сыном Гиперасия), так как у Аполлония, Валерия Флакка и Псевдо-Аполлодора не упомянут среди аргонавтов.
Женат на Аристиаде, дочери Диониса и Метаниры, с которой познакомился во время вакханалии на острове Скирос. Отец Идоменея, предводителя критян в Троянской войне, и Эфона. Помог Тесею сосватать Федру. Став царём Крита, заключил союз с Афинами. Согласно же историку Клидему, убит в Кноссе Тесеем во время вторжения афинян на Крит.